# Semana de la Defensa Sagrada

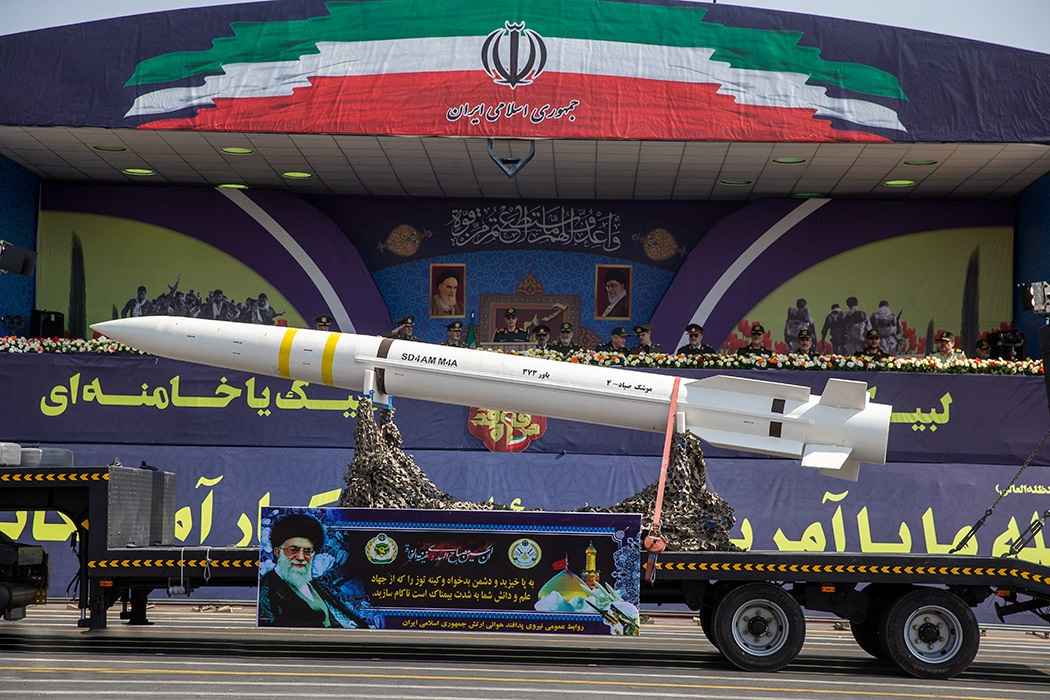
Desfile durante la Semana de la Defensa Sagrada (2019)

La Semana de la Defensa Sagrada (Persa:هفته دفاع مقدس Hafte Defâ Moqaddas) es una conmemoración anual iraní de la guerra entre Irán e Irak de 1980-1988. Se celebra con paradas militares. Se rige por el calendario iraní y comienza el 31 de Shahrivar.
El presidente Iraquí de la época, Sadam Huseín, rompió el acuerdo argelino de 1975 al aparecer ante las cámaras de televisión y anunciar el inicio de la invasión del régimen baazista a la República Islámica de Irán. 
Seyyed Ruhollah Jomeini, como líder y Comandante en Jefe de las Fuerzas Armadas de la República Islámica de Irán, es responsable de su reconocimiento y orientación estratégica. Entre sus acciones durante la guerra entre Irán e Irak se encuentran la movilización y organización masiva del pueblo iraní y las fuerzas armadas, el desarrollo de la organización militar, el establecimiento de la coordinación y la cohesión entre las fuerzas armadas y el fomento de la guerra.
Esta semana era conocida como Semana de la Guerra o Semana de la Guerra Impuesta y luego fue renombrado a Semana de la Defensa Sagrada.